# مرا بیدار کن (ترانه آویچی)
من را بیدار کن (به انگلیسی : Wake Me Up) تک‌آهنگی از دی جی و تهیه کننده موسیقی سوئدی آویچی است.
این تک‌آهنگ که نخستین قطعه آلبوم واقعی است، موفق شد در چارت‌های ایتالیا، اسکاتلند، نروژ، اسپانیا، دانمارک، لهستان، فنلاند، سوئد، استرالیا، نیوزلند، بریتانیا، در رتبه اول و در چارت‌های، جزو ده ترانه اول قرار گرفت.
موزیک ویدیو این آهنگ تاکنون بیش از ۲ میلیارد بار در یوتیوب دیده شده است.